# Tour della nazionale maschile di rugby a 15 delle Samoa Occidentali 1997
Nel periodo tra le edizioni della Coppa del Mondo di rugby 1995 e del 1999, la nazionale di rugby XV di Samoa si è recata varie volte in tour oltremare.
Nel 1997 si recano in tour in Nuova Zelanda.
| North Harbour 1º giugno 1997 | North Harbour | – | Samoa XV |  |

| Whangarei 5 giugno 1997 | Whangarei | 13 – 40 | Samoa XV |  |

| 7 giugno 1997 | Northland | 13 – 40 | Samoa XV |  |